# Dalatiidae
La famiglia di squali Dalatiidae Gray, 1851  appartiene all'ordine Squaliformes.

## Areale
Esemplari di questa famiglia si trovano in tutti i mari del globo, dall'Artide all'Antartide, nell'Emisfero Boreale ed in quello Australe, in acque costiere ed oceaniche.

## Aspetto
Le dimensioni possono variare parecchio da una specie all'altra; i due estremi di lunghezza sono raggiunti in età adulta dal minuscolo squalo lanterna (Etmopterus perryi) (17 cm) e dal grande Somniosus microcephalus (7.1 m).
Tutte le specie della famiglia, fatta eccezione per il Somniosus pacificus sono dotate di organi per la bioluminescenza. Questi organi, detti fotofori, si trovano principalmente sulla parte inferiore dell'animale e spesso hanno la forma di piccoli punti di colore scuro.
Gli Etmopterinae hanno sviluppato spine sulle pinne dorsali, e su quella caudale, dove si nota una tacca subterminale. I loro denti hanno delle prominenti cuspidi centrali affiancate da una o due cuspidi più piccole.
Gli Oxynotinae hanno invece un corpo allungato e schiacciato, a pianta triangolare. Hanno due pinne dorsali molto alte, ognuna con una spina. I Somniosinae sono caratterizzati da pinne dorsali prive di spine. La prima delle due si sviluppa di fronte alla pinna pelvica, ma molto più vicina alle pinne pettorali.
I Dalatiinae infine sono privi di spine sulle pinne dorsali, e la prima delle due nasce nella stessa posizione di quella dei Somniosinae.

## Tassonomia
Alcuni tassonomi inseriscono in questa famiglia anche i generi Centrophorus, Cirrhigaleus e Deania, ma FishBase li pone nelle famiglie Centrophoridae (per quanto riguarda Centrophorus e Deania) e Squalidae (per i Cirrhigaleus).
- Sottofamiglia Dalatiinae (Gray, 1851)
  - Genere Euprotomicroides
  - Genere Heteroscymnoides
  - Genere Mollisquama
  - Tribù Dalatiini
    - Genere Dalatias
    - Genere Isistius

  - Tribù Euprotomicrini
    - Genere Euprotomicrus
    - Genere Squaliolus

Secondo altre classificazioni, inclusa quella di FishBase, esistono altre tre sottofamiglie, che normalmente sono invece considerate famiglie a sé stanti (Etmopteridae, Oxynotidae, and Somniosidae).
- Sottofamiglia Etmopterinae Fowler, 1934
  - Genere Aculeola
  - Genere Centroscyllium
  - Genere Etmopterus
  - Genere Miroscyllium
  - Genere Trigonognathus
- Sottofamiglia Oxynotinae Gill, 1872
  - Genere Oxynotus
- Sottofamiglia Somniosinae Jordan, 1888
  - Genere Centroscymnus
  - Genere Scymnodalatias
  - Genere Scymnodon
  - Genere Somniosus